# Carnyx
Un carnyx, ou carnynx ou carnux, est un instrument de musique celtique, de la famille des instruments à vent et de la sous-famille des cuivres. Cor de musique celtique à caractère guerrier, en usage à l’Âge du fer (du VIIIe au Ier siècle av. J.-C.), il était utilisé lors des guerres chez les Celtes pour galvaniser les troupes et impressionner l'ennemi (musique d'ordonnance),.

Carnyx parmi les armes déposées par Vercingétorix, durant la guerre des Gaules (tableau de Lionel Royer, 1899).

## Description
Les carnyx sont constitués d'une trompe verticale pouvant mesurer jusqu'à 3 m, en tôle, en bronze, ou en laiton, et d'un pavillon perpendiculaire en forme de hure de sanglier stylisée, à gueule ouverte monstrueuse (le sanglier était un animal emblématique de la classe sacerdotale, des druides, bardes et vates, dans l'art celte, la religion celtique et la mythologie celtique), ou de tête de dragon, de cheval ou de serpent.
Le pavillon est équipé d'une languette de bois rivetée pour le carnyx de Deskford, découvert en 1816 en Écosse(Musée national d'Écosse), et de lames métalliques dans les oreilles pour le carnyx de Tintignac, en Corrèze, pour rythmer le souffle.

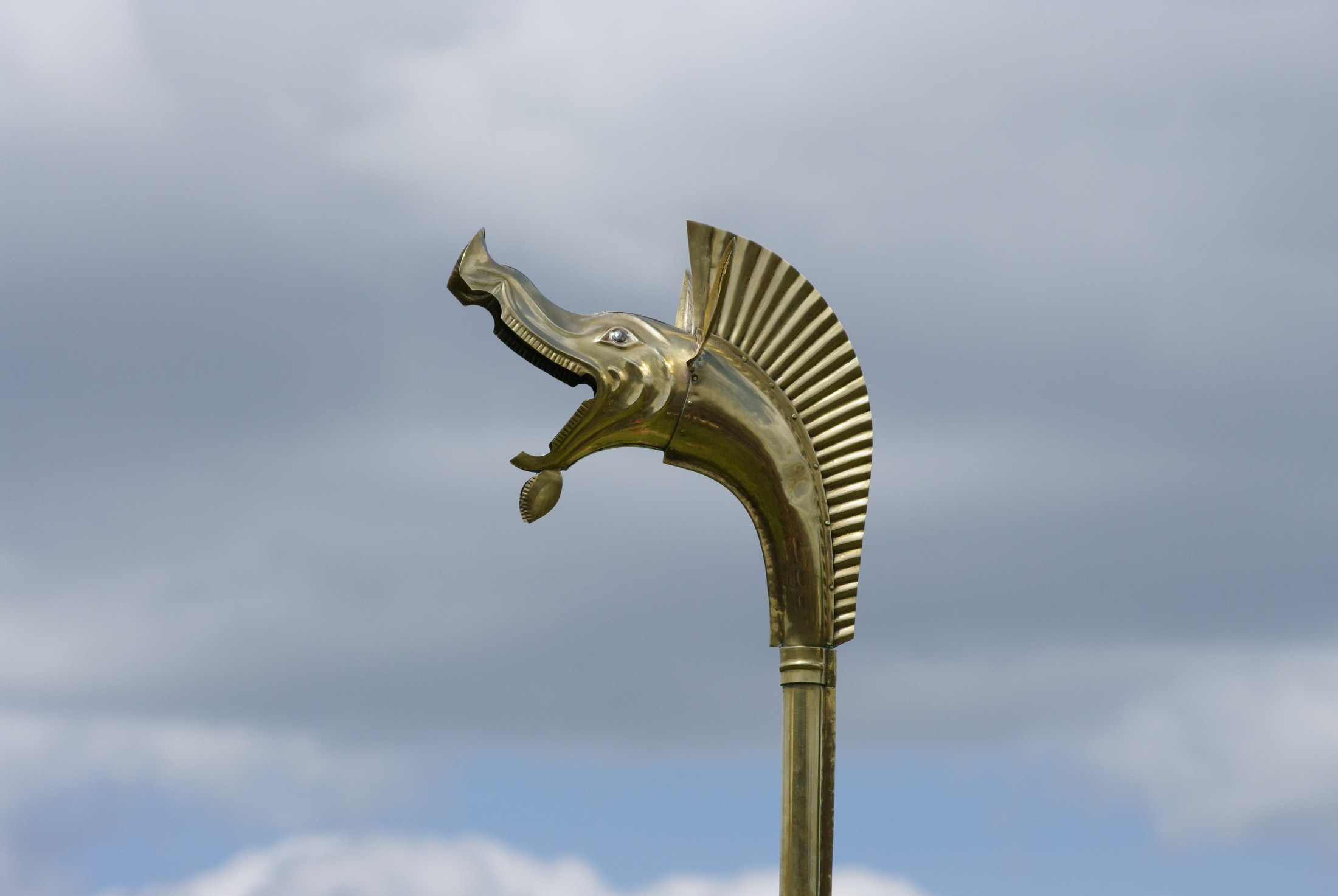
Arverniales du plateau de Gergovie (Puy-de-Dôme)
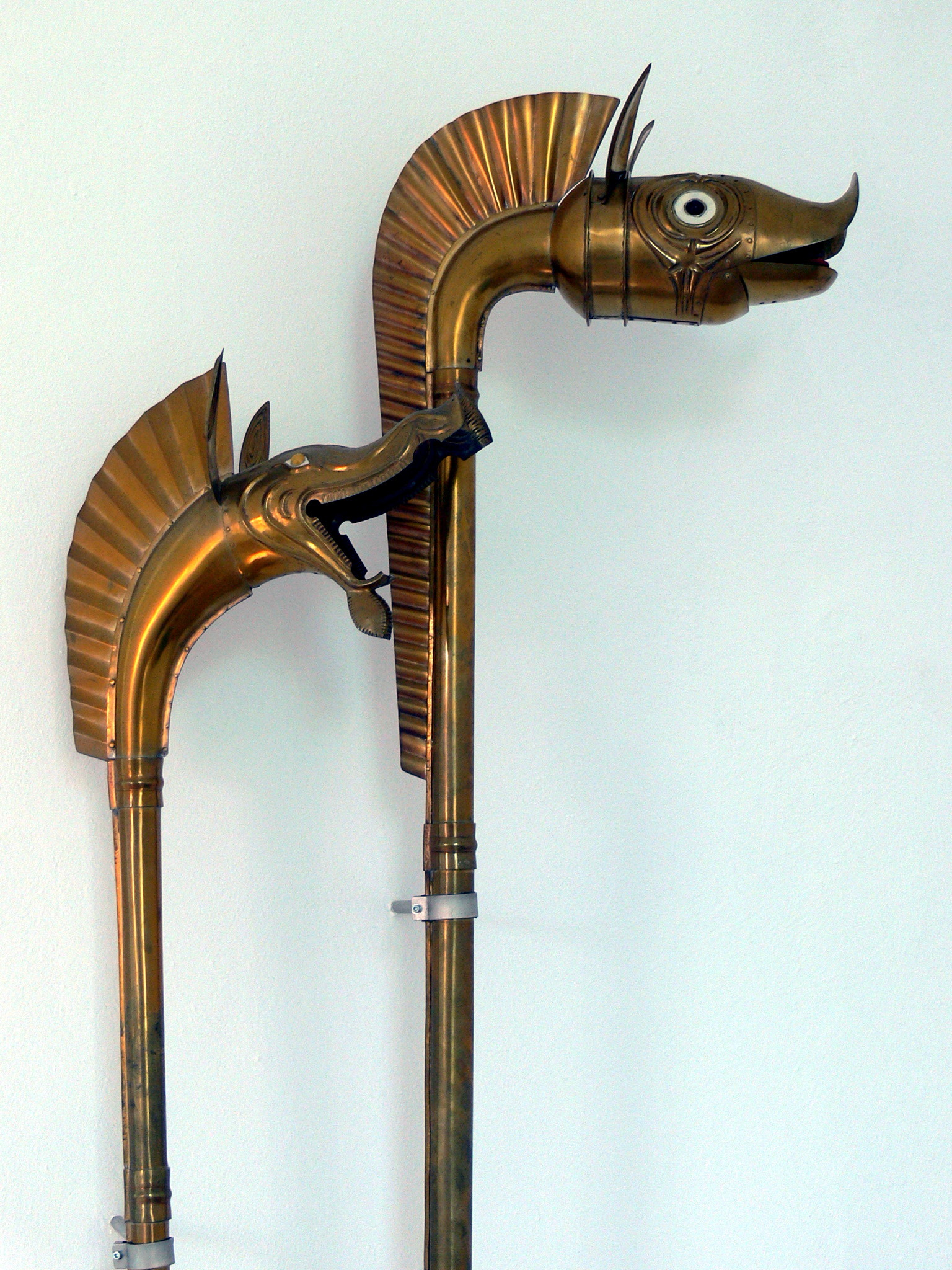
Musée celtique de Hallein, en Autriche
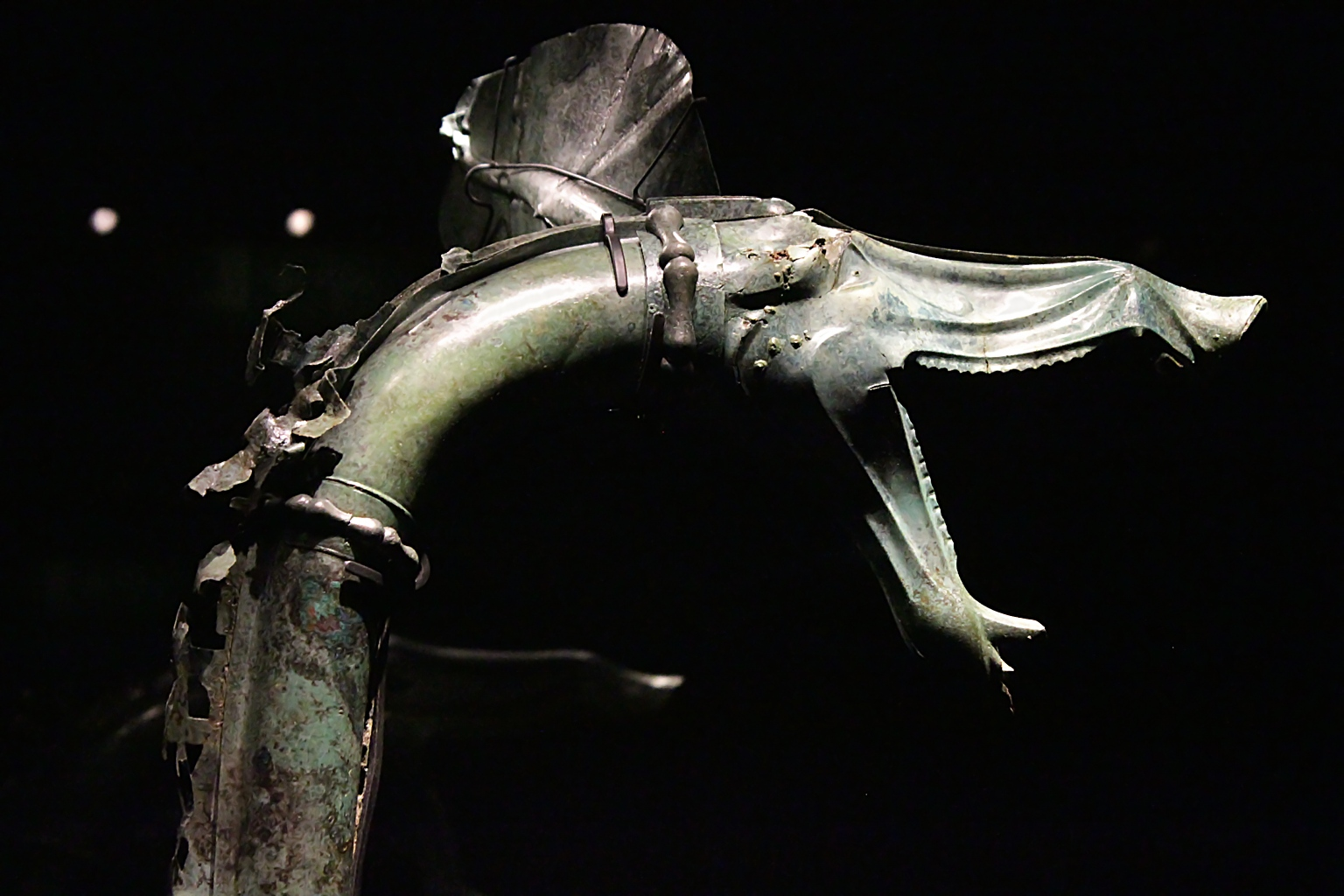
Tintignac (Corrèze)
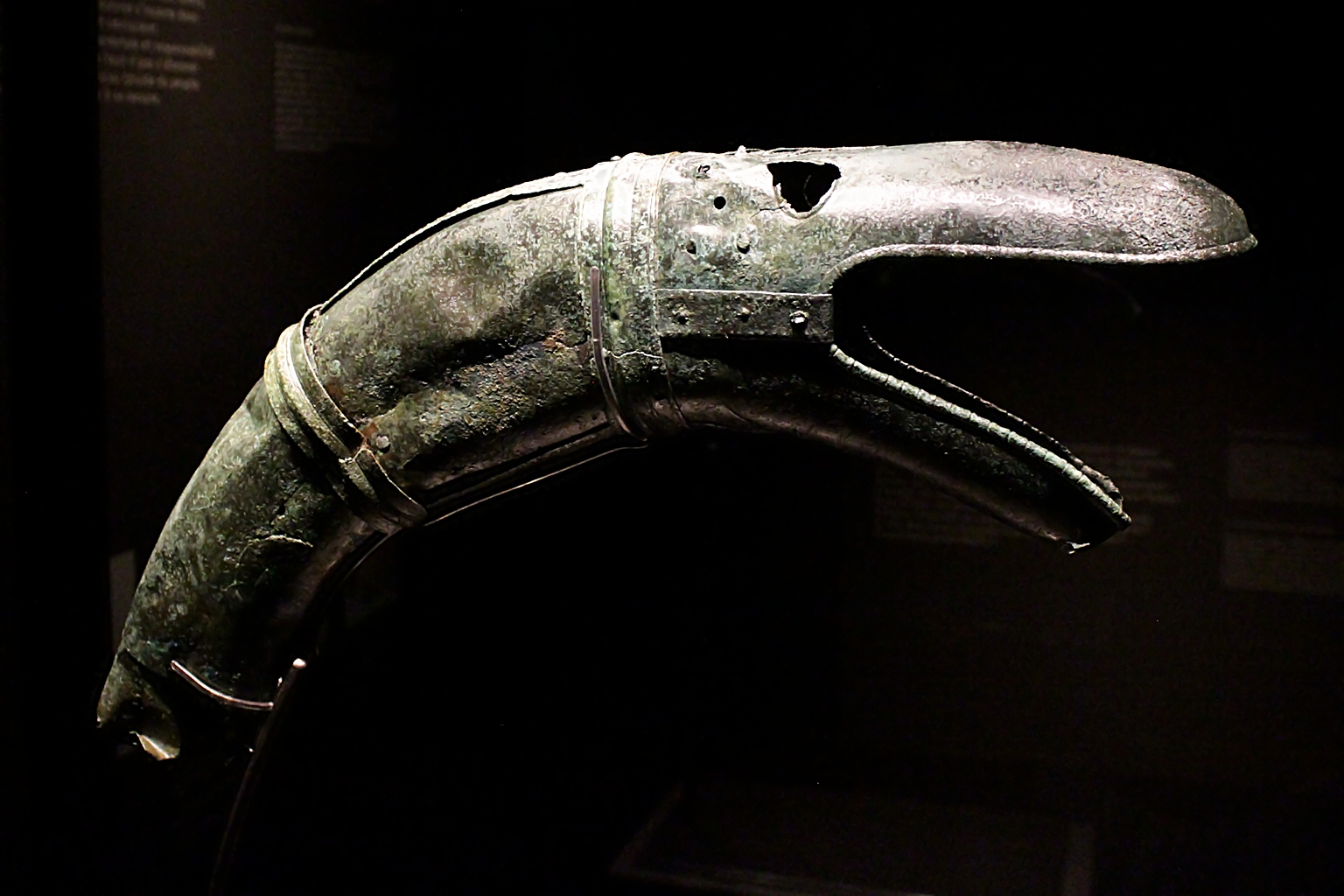
Tintignac (Corrèze)

Jusqu'à la découverte en septembre 2004 de sept exemplaires de carnyx dans un trésor de guerre daté du IIIe siècle av. J.-C., dans l'enceinte d'un temple sur le site archéologique de Tintignac, à Naves, en Corrèze, seuls des exemplaires fragmentaires étaient connus. En 2011, la société Armae a reconstitué fidèlement un des carnyx trouvés à Tintignac.

## Histoire
Les carnyx, par leur aspect visuel et par leurs sonorités rauques, devaient contribuer à effrayer l’ennemi. Les Celtes en sonnaient au combat, comme le rapportent des écrits d'auteurs grecs et latins. Le général et historien romain Polybe décrit la peur des légions romaines durant l'attaque des Gaulois à la bataille de Télamon, en Toscane en 225 av. J.-C. L'historien Diodore de Sicile cite : « Leurs trompettes sont d'une sorte barbare particulière ; ils soufflent en eux et produisent un son rauque qui convient au tumulte de la guerre. »

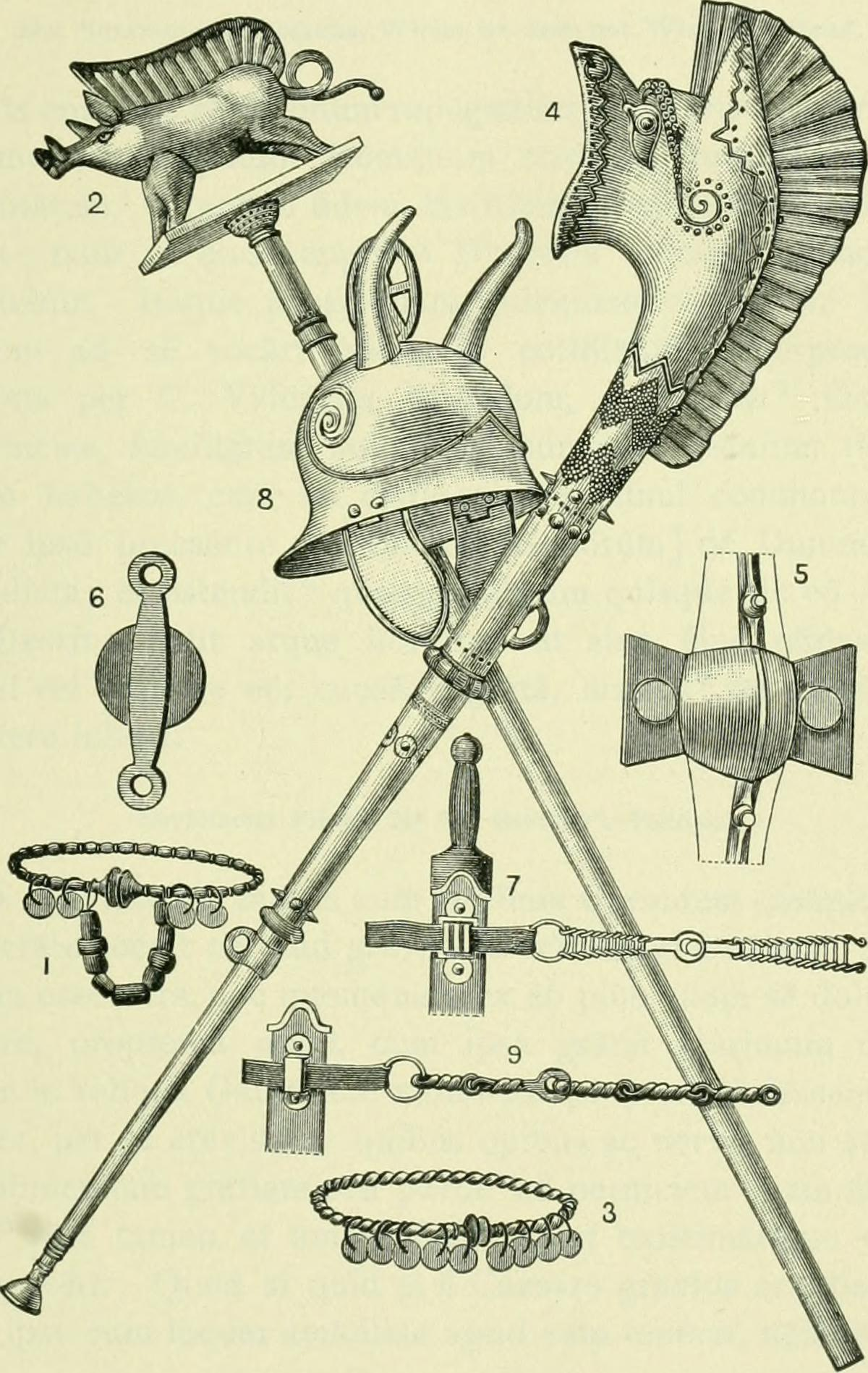
Commentaires sur la guerre des Gaules, de Jules César.
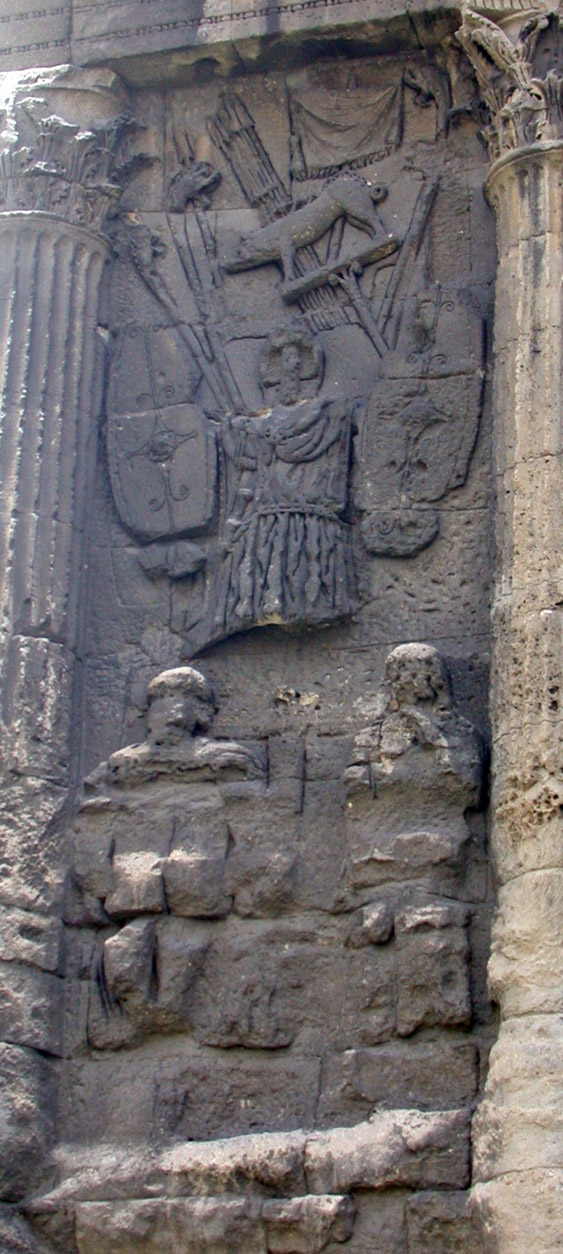
Faisceau de carnyx, détail de l'arc d'Orange.
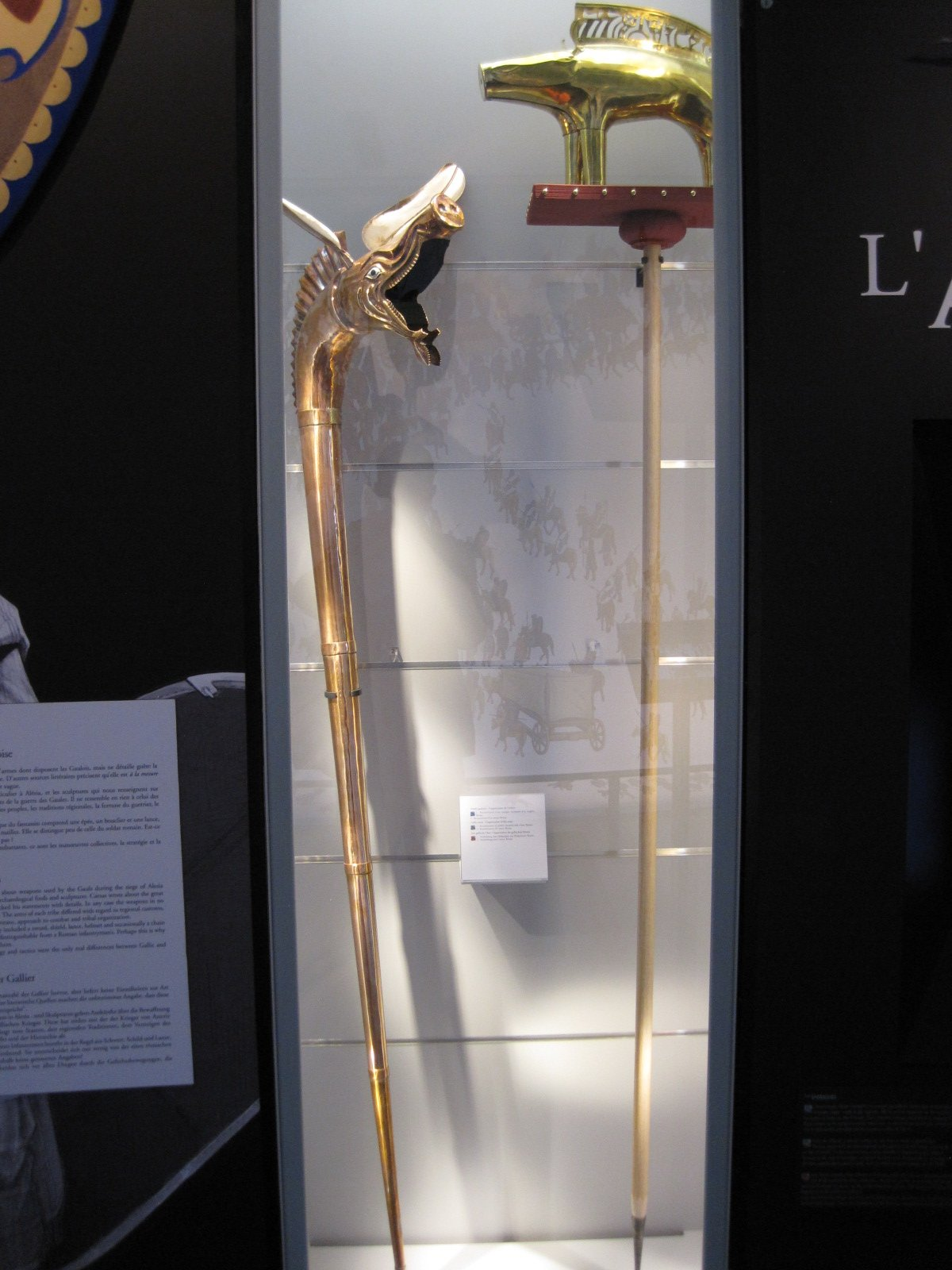
Carnyx et sanglier-enseigne gaulois du MuséoParc Alésia en Bourgogne.
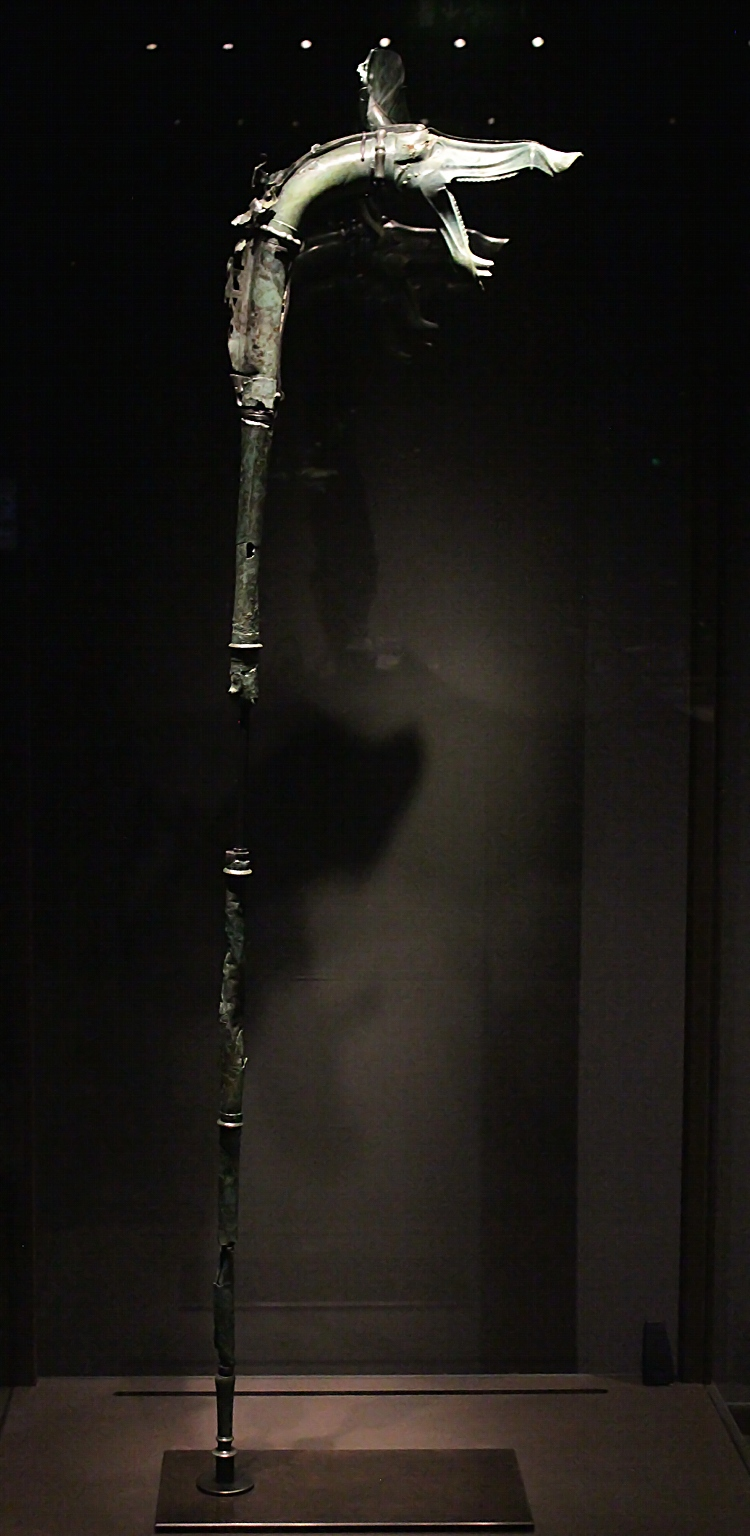
Tintignac.
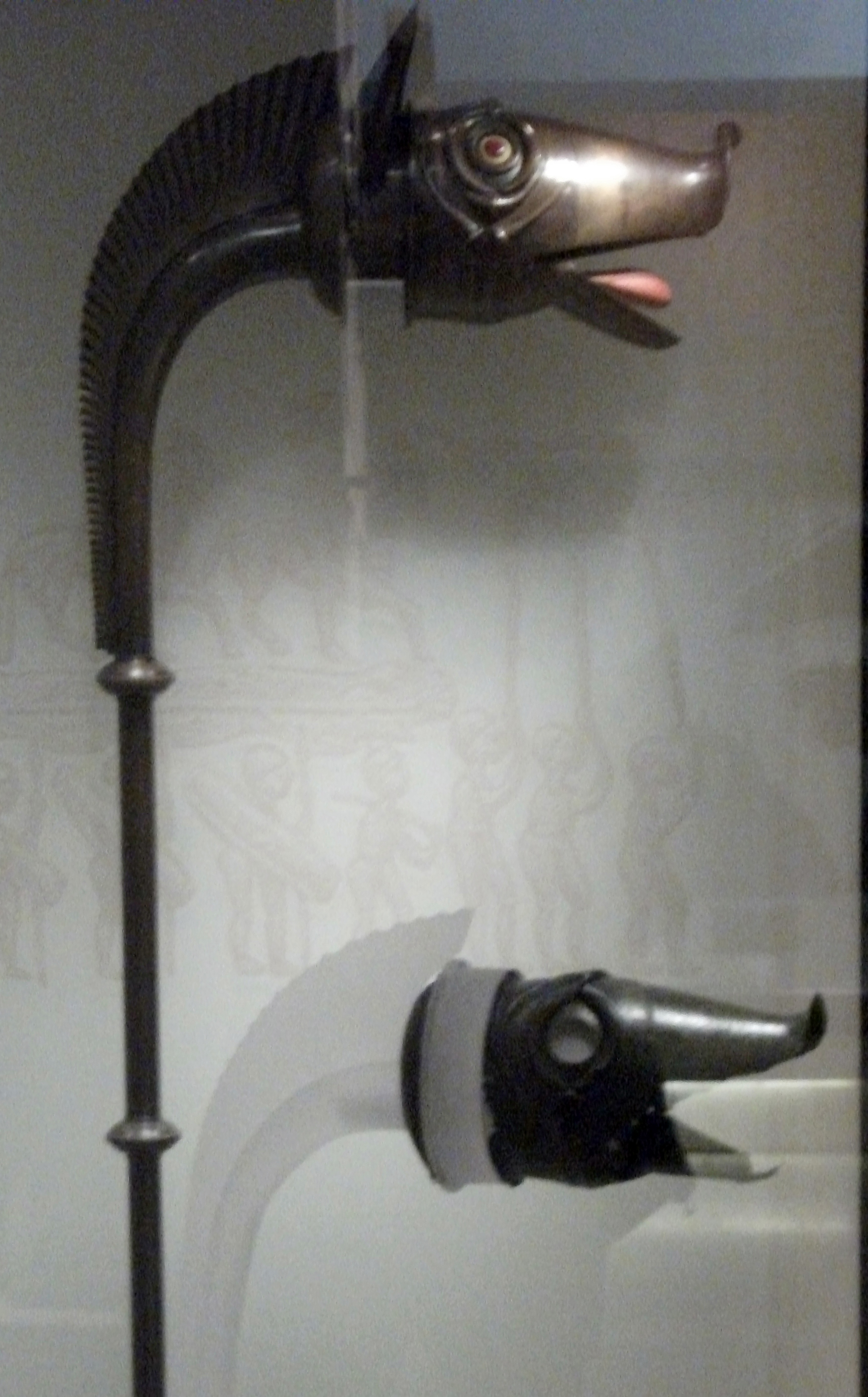
Carnyx de Deskford en Écosse, National Museum of Scotland.
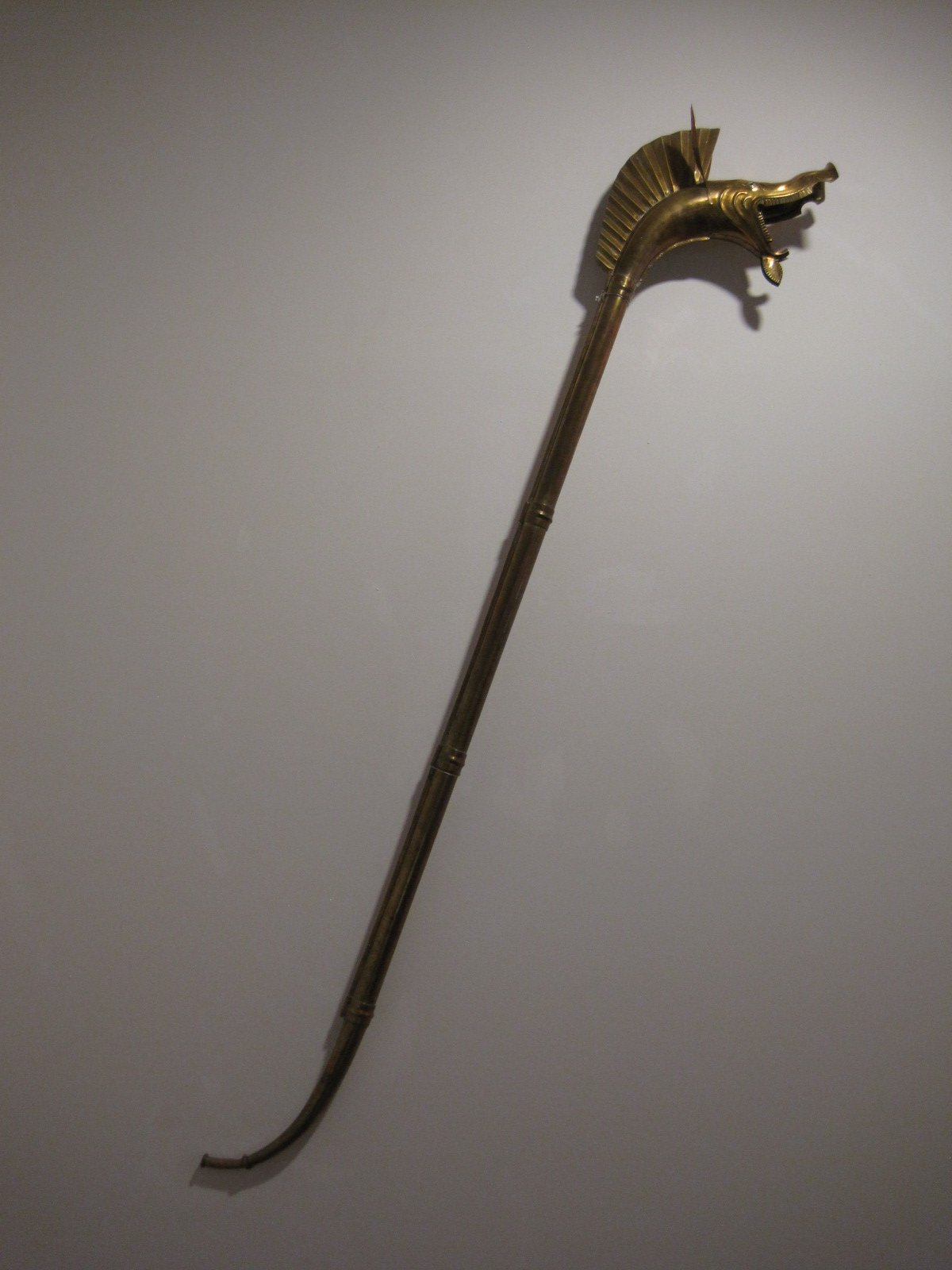
Carnyx Séquanes d'Epomanduodurum, musée d'archéologie et d'histoire naturelle de Montbéliard.
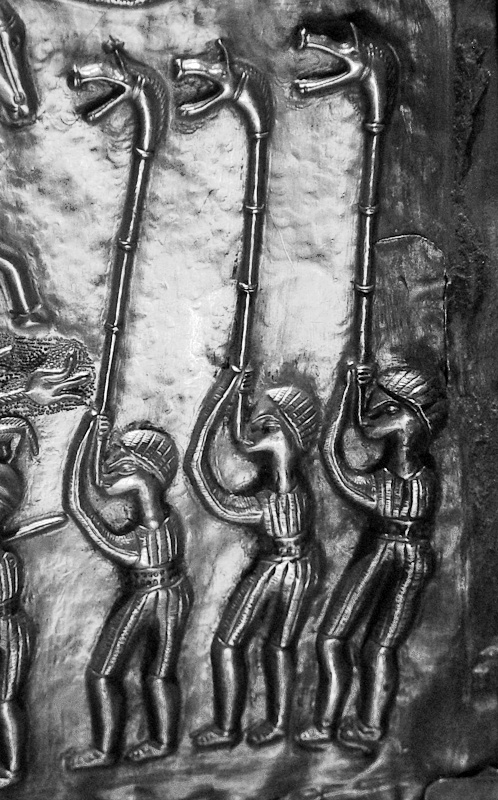
Trio de joueurs de carnyx, détail d'un panneau intérieur du chaudron de Gundestrup, musée national du Danemark.

## Signification
Les carnyx étaient utilisés pour la motivation et la cohésion des guerriers celtes, pour leur faire atteindre leur redoutable « fureur frénétique guerrière » (sorte de transe guerrière morbide, tels les Berserks scandinaves), pour répandre un sentiment de terreur paralysante sur les champs de bataille parmi les troupes ennemies, donnant un effet de tumulte général constitué de cors et de trompettes, de chants de guerre, de péans (chants aux dieux de la religion des Celtes, de la mythologie celtique ou de la religion gauloise, tel Toutatis), de clameurs sauvages, de cris, d’insultes, d'autoglorification des guerriers et de leurs ancêtres, de danses rituelles, d’entrechoquements d’armes métalliques, de grimaces (ce que l'on retrouve aujourd'hui dans les haka guerriers des Polynésiens, et dans l'hymne national Écossais Scotland the Brave ou dans les pipe bands de Great Highland bagpipe des Highlands des armées de l'Empire britannique sur leurs champs de bataille).

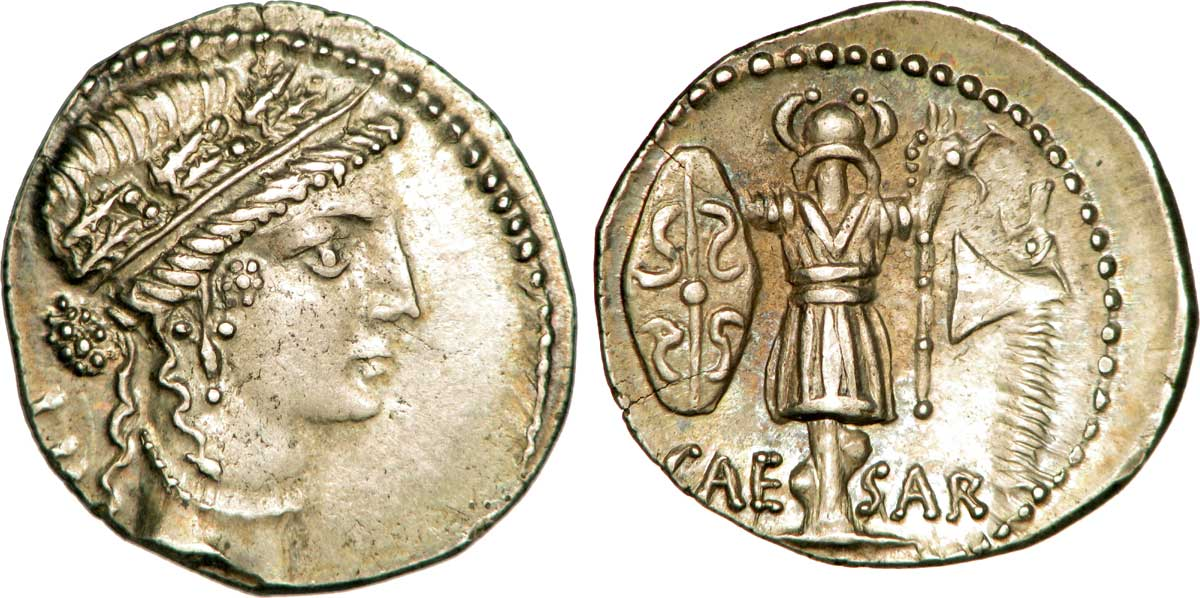
Denier de la guerre des Gaules de Jules César.
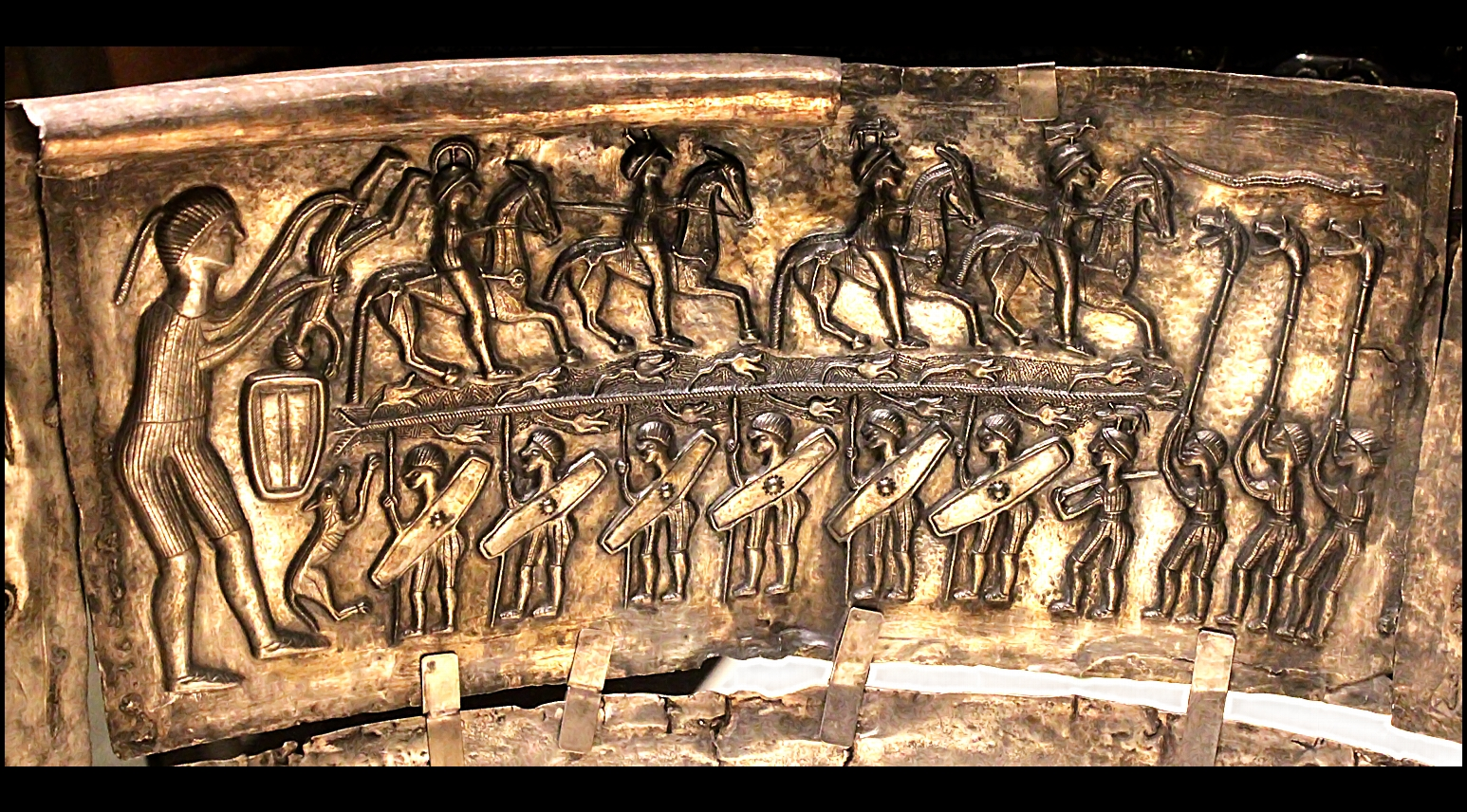
Trois joueurs de carnyx sur le chaudron de Gundestrup, musée national du Danemark.

## Diffusion
Le carnyx n'est pas la seule trompe connue des Celtes. Des trompes en bronze, mais aussi en bois, ont été découvertes dans divers pays d’Europe. Des représentations figurées de ces instruments témoignent de leur présence de l’Anatolie à l’Irlande, dont le célèbre chaudron de Gundestrup du Ier siècle av. J.-C., au Danemark. On en a aussi trouvé des représentations sur des pièces de monnaie celtes.

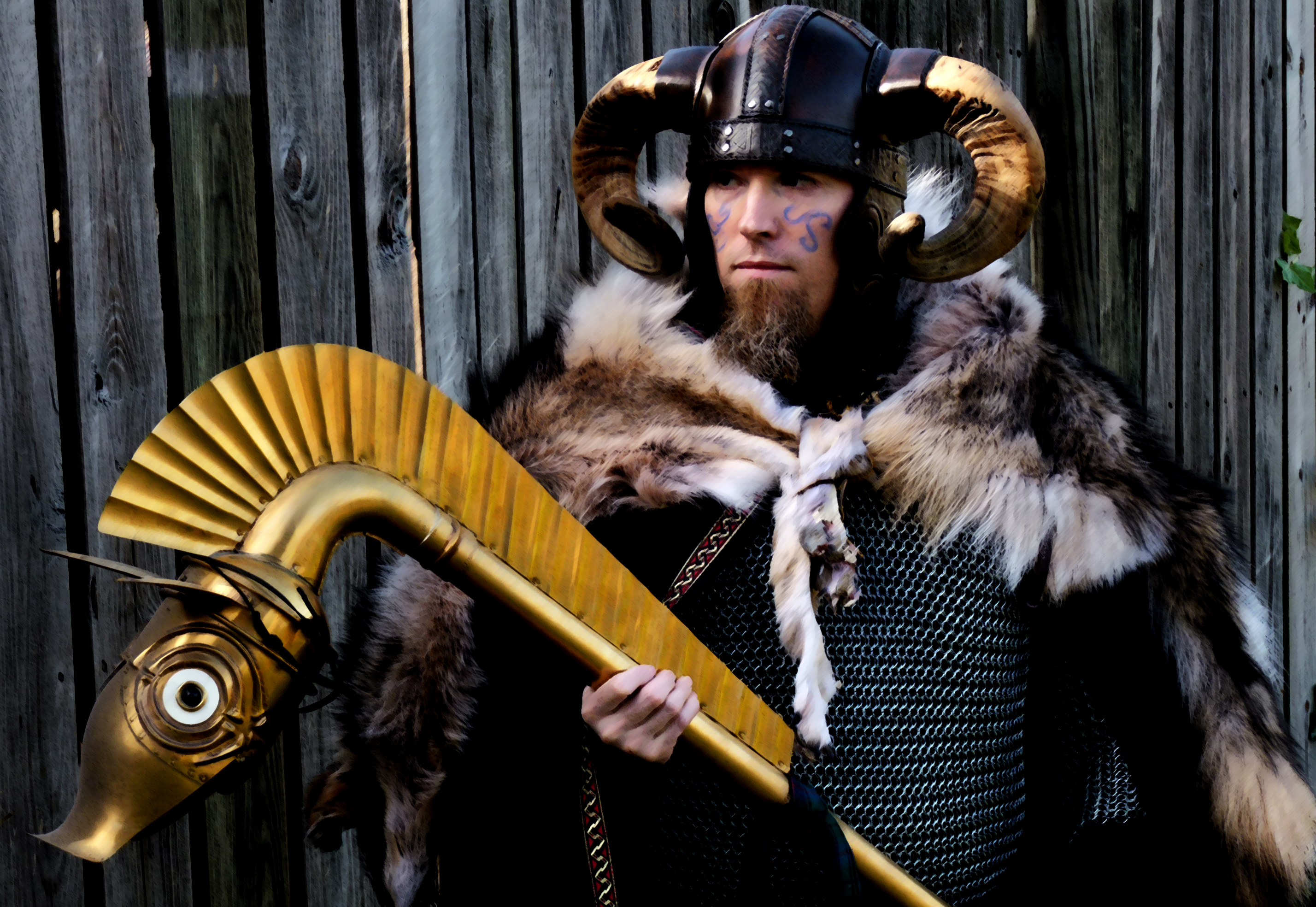
Carnyx d'Écosse au temps de l'Empire romain.
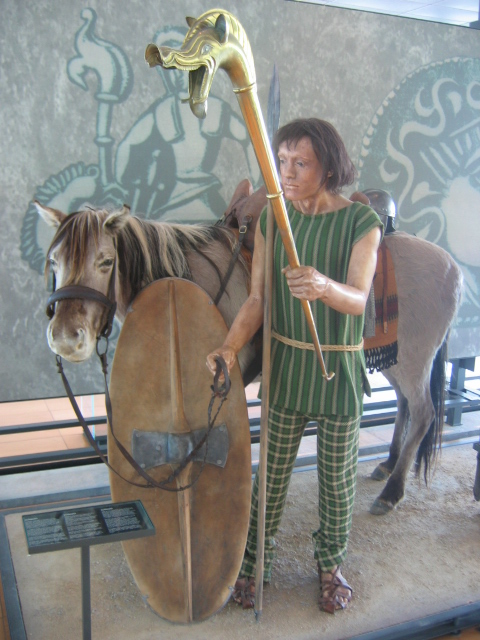
Carnyx Éduens de Bibracte en Bourgogne.
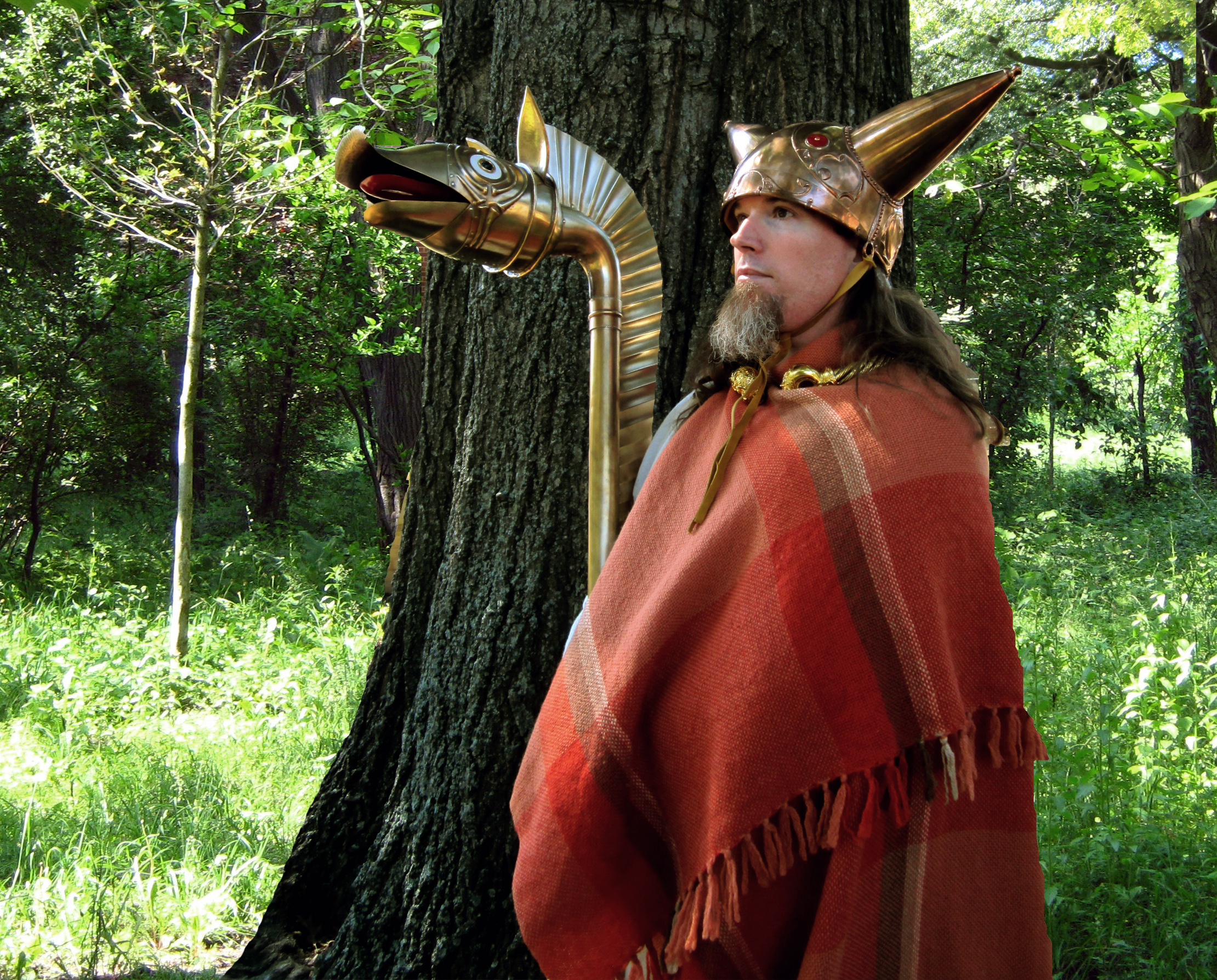
Avec le casque du Waterloo Bridge du British Museum de Londres.
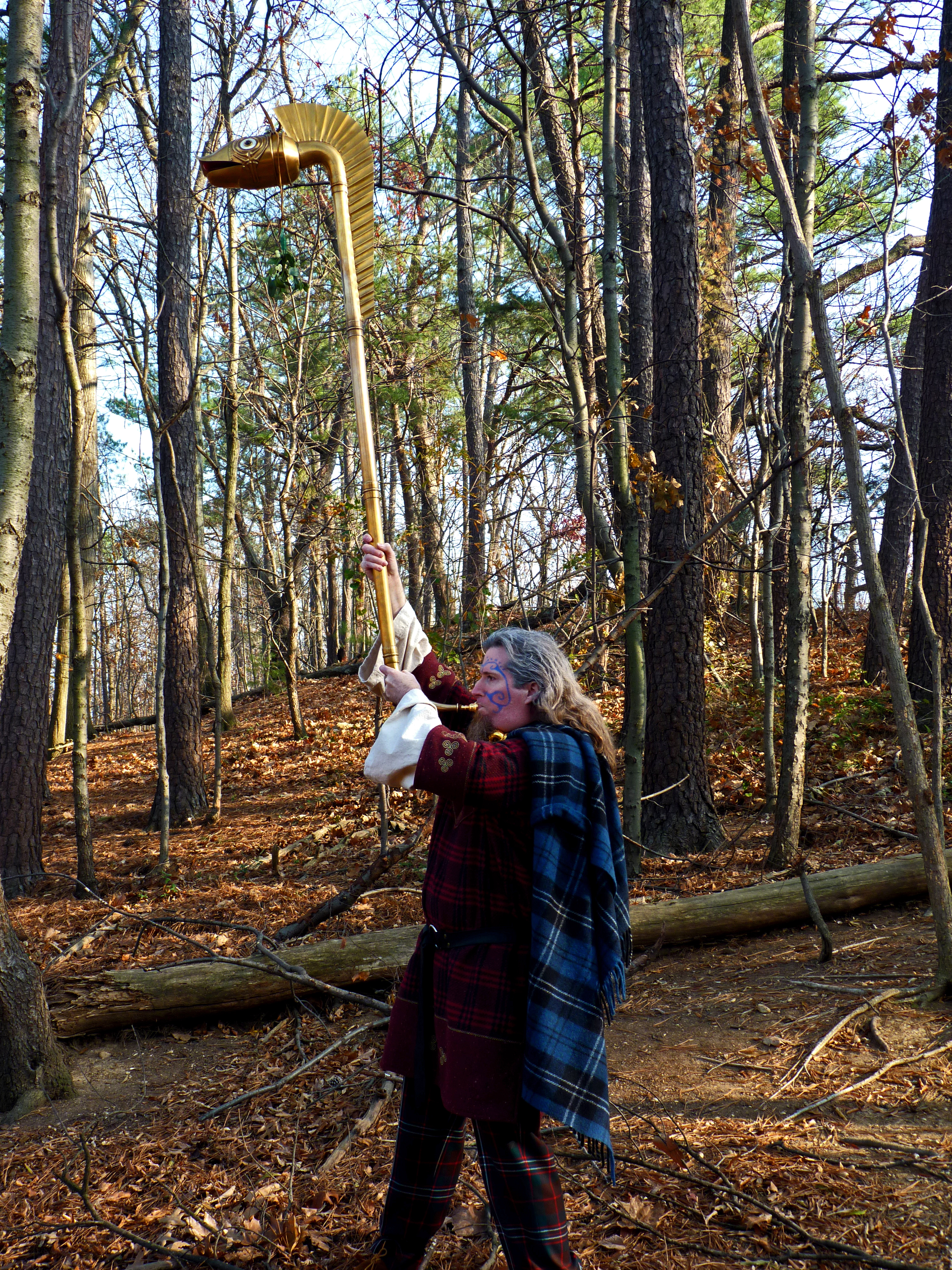
Calédonie (Écosse au temps de l'Empire romain).
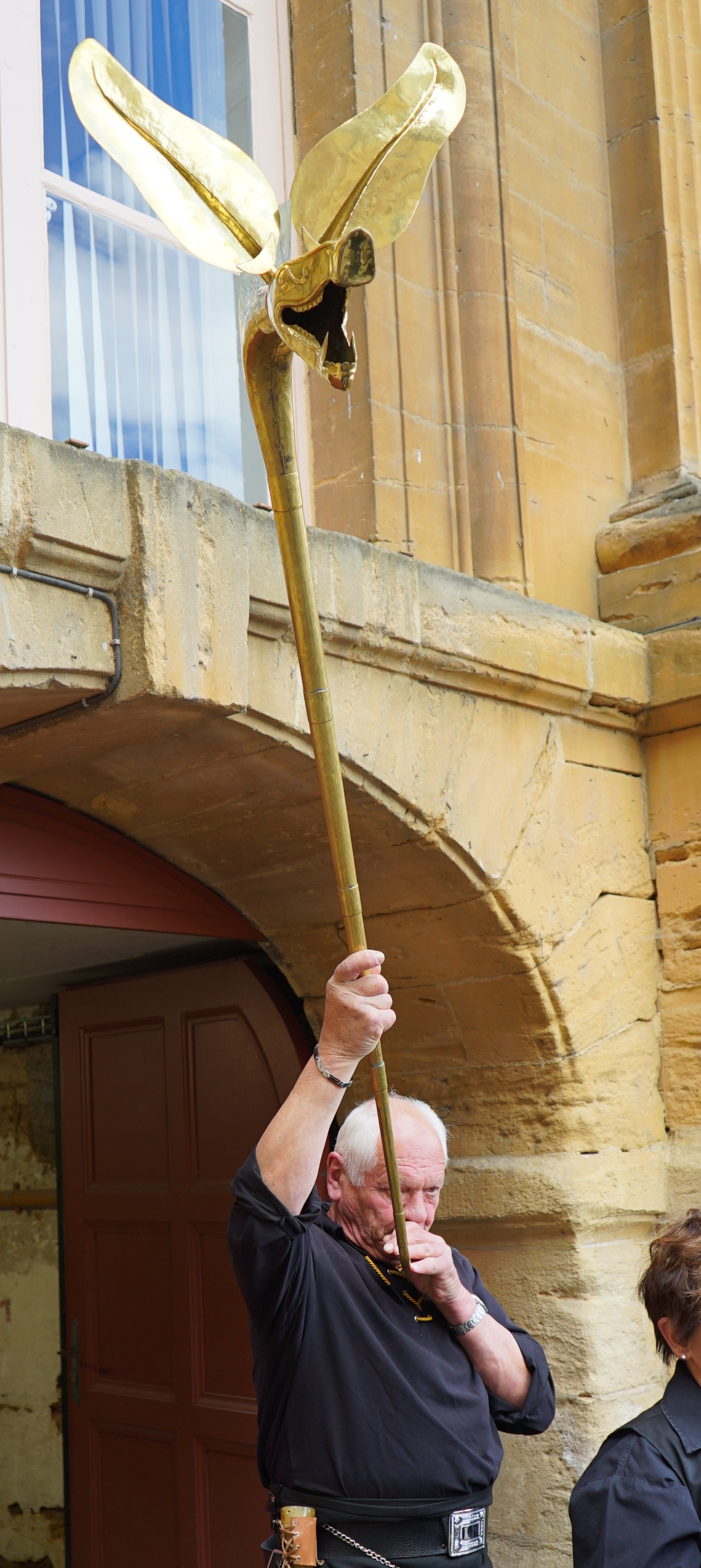
Dans un bagad moderne.

## Approche musicale

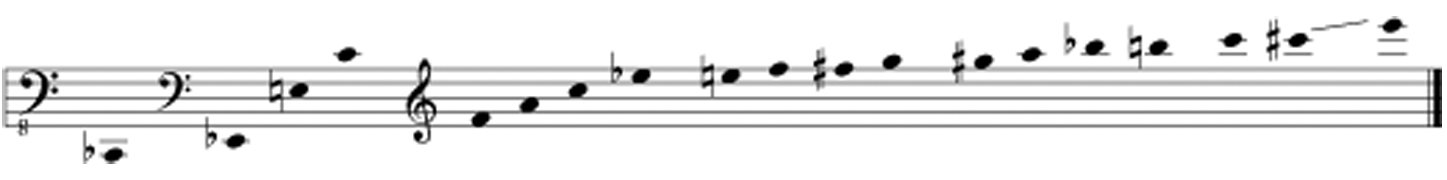
Gamme musicale du carnyx reconstitué de Deskford.

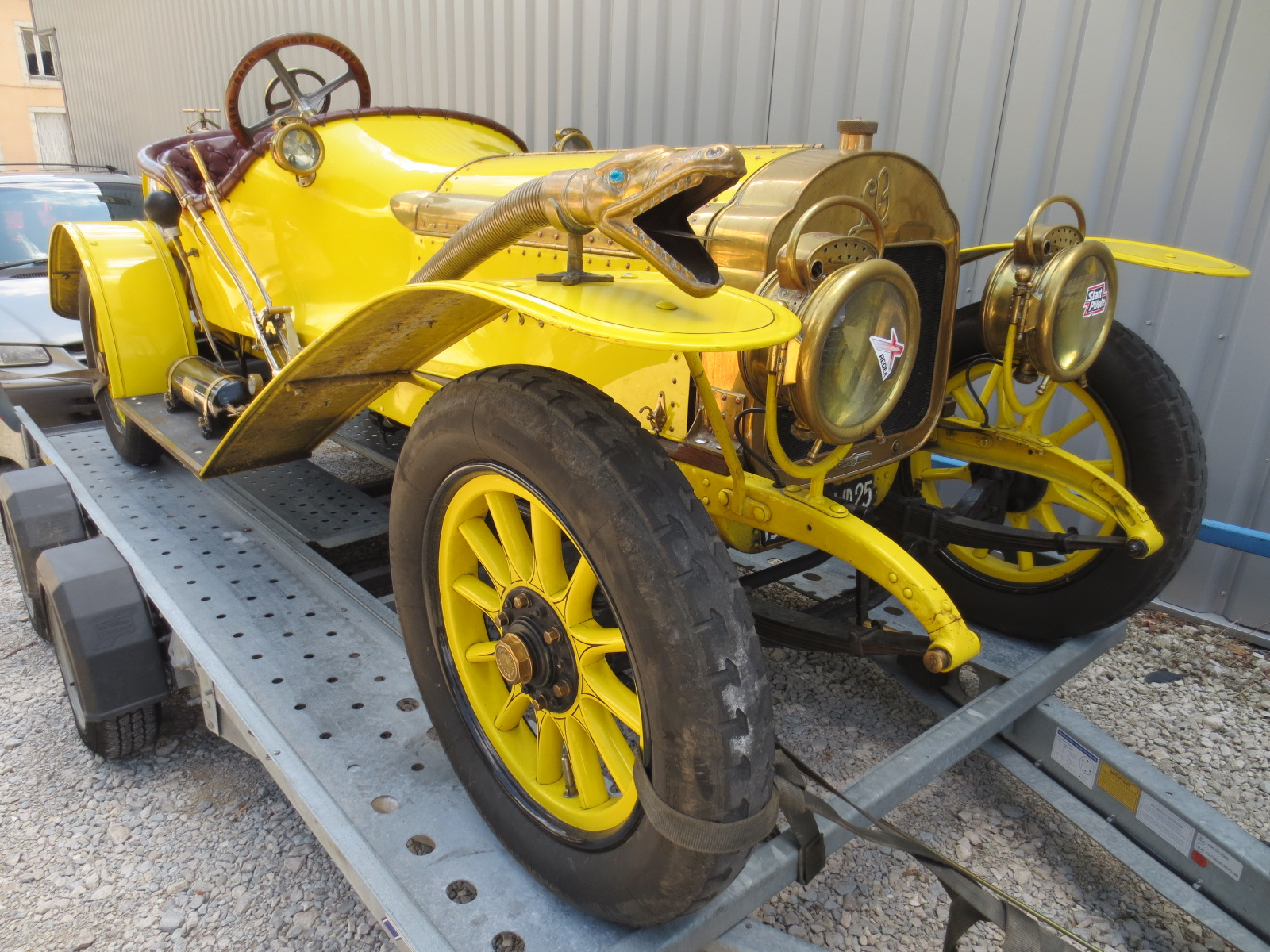
Léon Bollée G3 Sport de 1910, avec avertisseur sonore en forme de Carnyx.

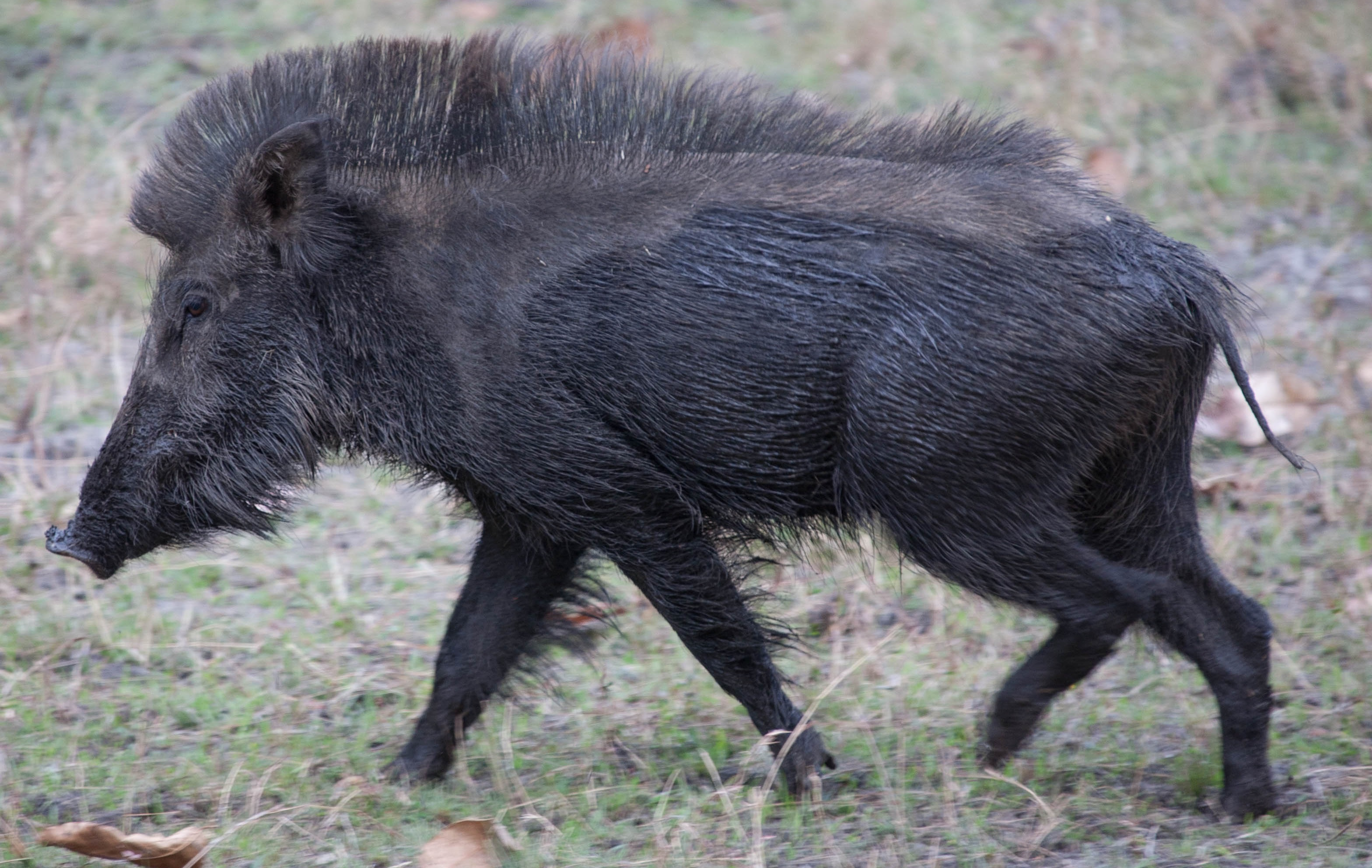
L'instrument est probablement à l'effigie d'un sanglier.

En 2012, Christophe Maniquet, archéologue à l'Institut national de recherches archéologiques préventives (Inrap), a fait reconstituer et modifier un carnyx en laiton par Jean Boisserie, compagnon du devoir dinandier, en prenant modèle sur ceux trouvés à Tintignac, en Corrèze, afin d'en retrouver le son original.
En 1993, John Kenny (en) devint le premier musicien contemporain à jouer de cet instrument lors de concerts, en particulier en 2003, au stade de France, devant 65 000 personnes, et au festival interceltique de Lorient,.

## Autour du carnyx
En 1910, le constructeur automobile français Léon Bollée équipe son modèle Léon Bollée G3 d'un avertisseur sonore en forme de serpent, inspiré des carnyx.
En 2013, l'agence de publicité française Les Gaulois choisit pour logo une tête de carnyx.
De nombreux carnyx sont représentés dans les aventures d'Astérix le Gaulois, entre autres avec le barde Assurancetourix.